# Пруве, Виктор
Викто́р-Эмиль Пруве́ (фр. Victor-Emile Prouvé, 13 августа 1858, Нанси, Лотарингия — 15 февраля 1943, Сетиф, Алжир) — французский художник периода модерна: скульптор, живописец, архитектор-декоратор, проектировщик мебели, изделий из керамики и стекла. Один из создателей и главных представителей Школы Нанси.

## Биография

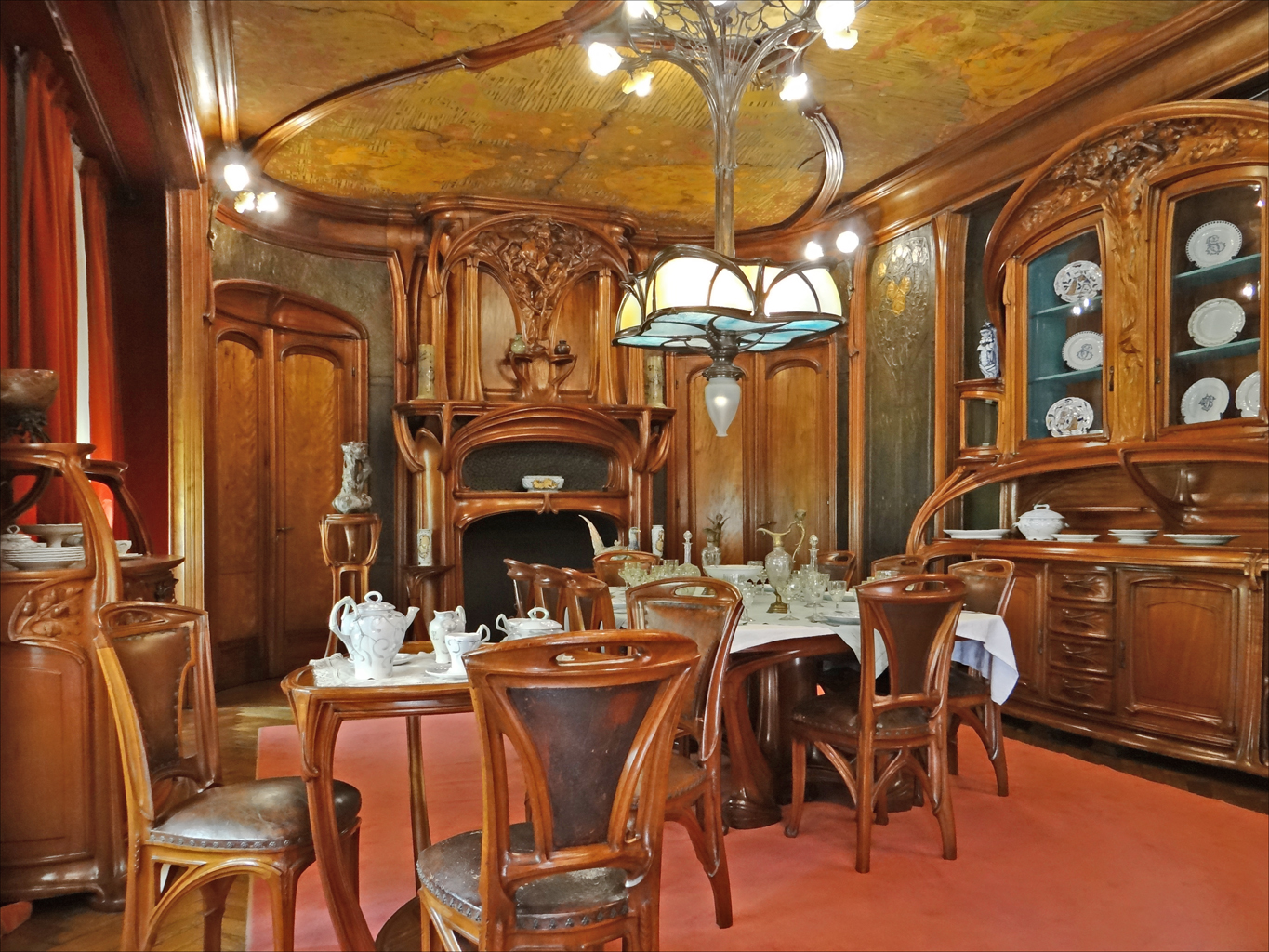
Столовая особняка Шарля Массона. 1903—1906. Архитектор Э. Валлен, мебель В. Пруве. Музей Школы Нанси

Виктор-Эмиль Пруве родился в Нанси (Лотарингия) в семье портных, в 1873—1877 годах учился в Школе рисунка в Нанси и в Школе изящных искусств в Париже в мастерской Александра Кабанеля. Закончив учёбу в 1882 году, он вернулся в родной город. Вначале занимался живописью, затем увлёкся скульптурой и гравюрой. Затем работал под руководством Эмиля Галле. Его дружба с Эмилем Галле, а также с Луи Мажорелем воспитала в нём интерес к декоративно-прикладному искусству. Пруве делал рисунки изделий из стекла, керамики, ювелирных украшений и мебели в «стиле Галле». Работал для Эжена Валлена, Фернанда Куртьё, стекольной фабрики братьев Дом и для Альбера Эйманна. Большое влияние на его творчество оказало путешествие в 1888 году в Тунис.
После смерти Эмиля Галле в 1904 году Пруве возглавил его фабрику и стал вторым президентом Школы Нанси. Пруве выпускал изделия с маркой «galle». Изучал деятельность мастеров германского Веркбунда. С 1919 по 1940 год возглавлял Школу изящных искусств в Нанси (l'École des beaux-arts de Nancy).
Он подружился с художником из Франш-Конте (на востоке Франции) Жаном-Адольфом Шюданом и участвовал в 1907 году в основании Провинциального союза декоративных искусств (l’Union provinciale des arts décoratifs). В 1919—1940 годах Пруве руководил Музеем изящных искусств в Нанси. На Всемирной выставке в Париже 1925 года Пруве был удостоен высшей награды — Гран При по классу архитектуры, он также был удостоен звания командора ордена Почётного легиона.
5 января 1898 года Виктор-Эмиль Пруве женился на Мари Амели Шарлотте Дюамель (1879—1951). У них было семеро детей: Хелен (1899—1981), Жан Пруве (1901—1984), который станет известным архитектором и проектировщиком мебели стиля ар-деко, Виктор-Эрнест Марсель (1902—1983), Марианна (1905—1994), Тереза Мари (1910—1993), Анри-Жорж Рене Андре (1915—2012), который также станет архитектором, и Пьер Луи (1918—1999).

## Галерея. Музей Школы Нанси

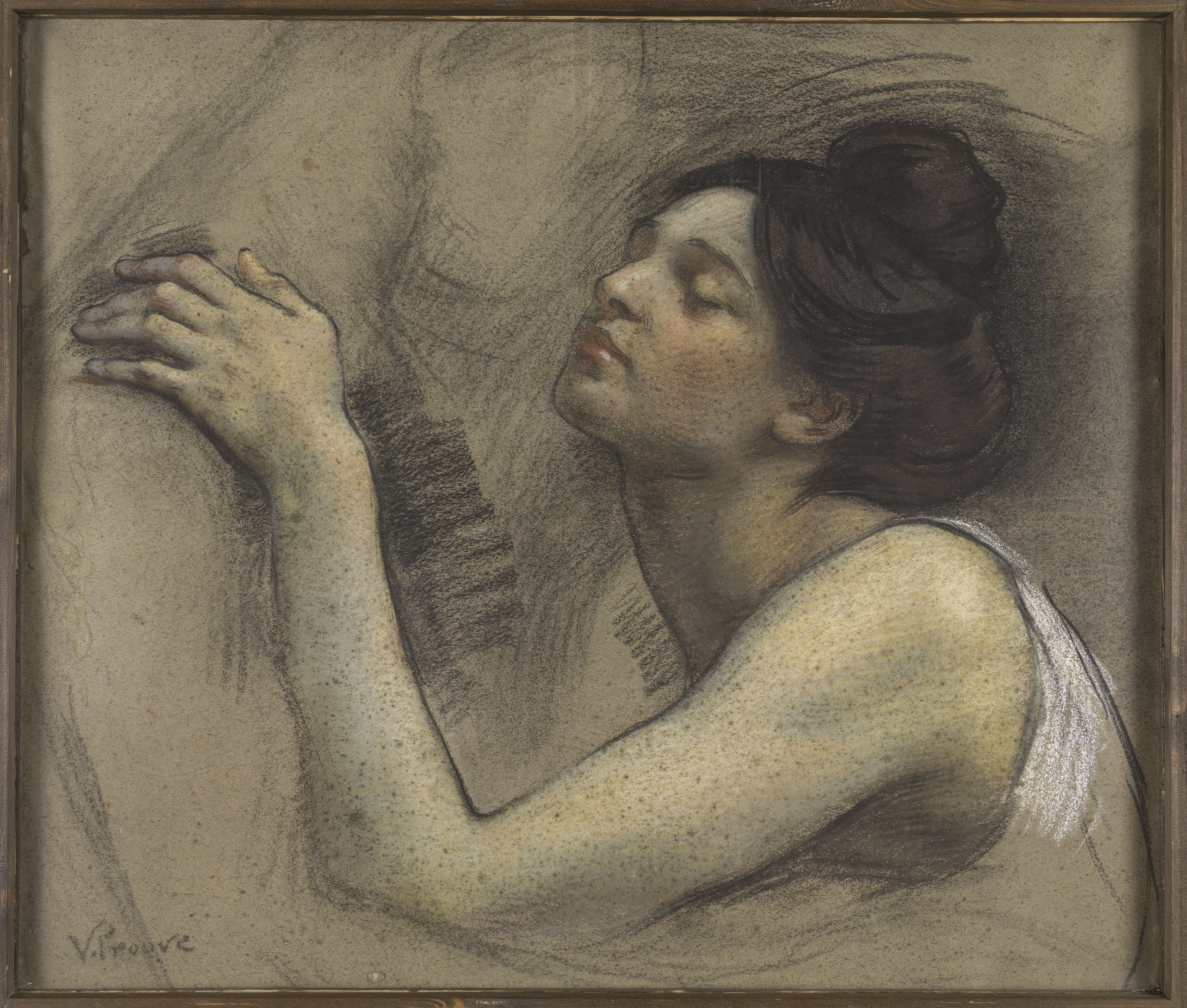
Этюд женщины с закрытыми глазами. Ок. 1907. Картон, пастель, уголь
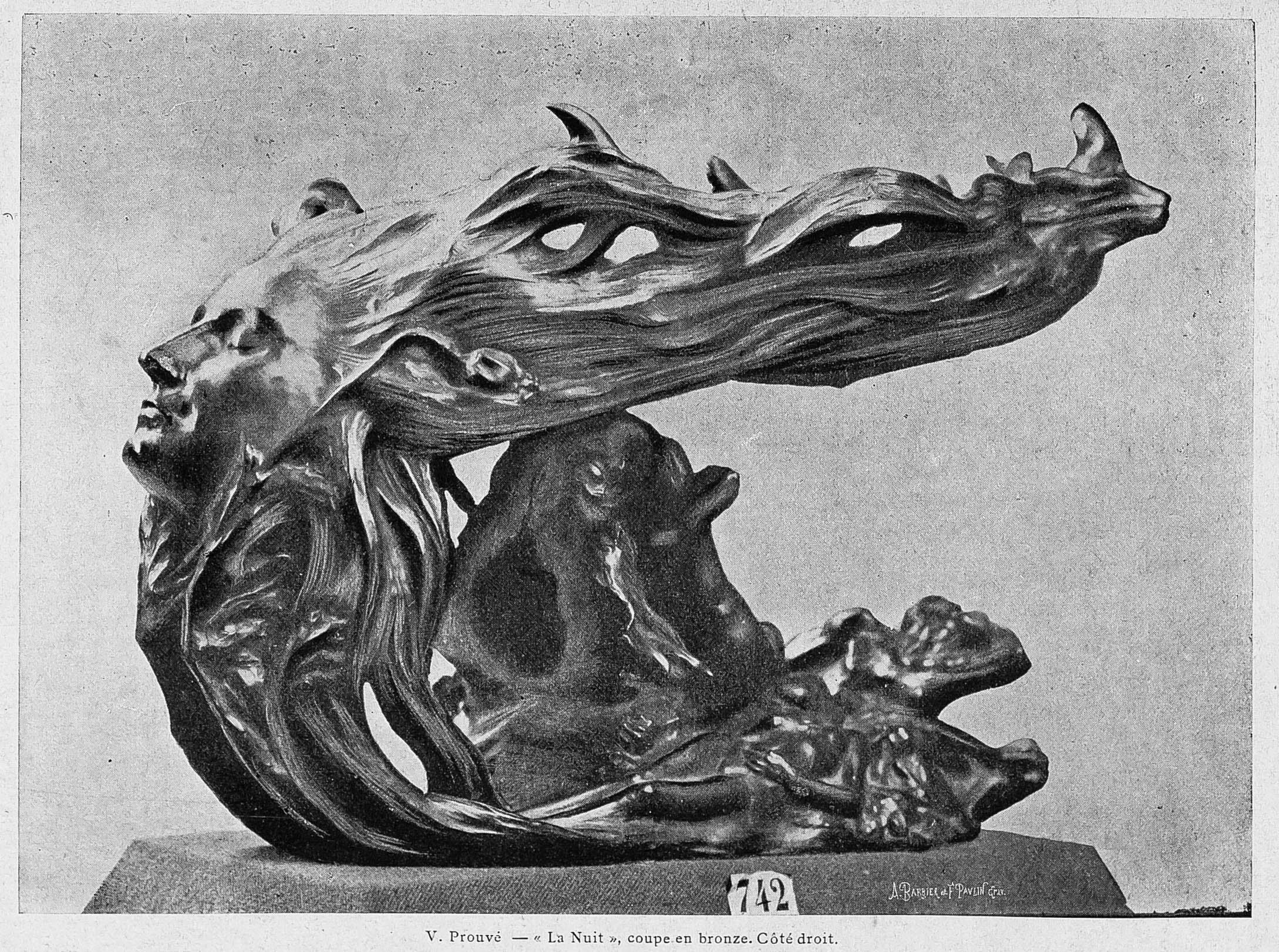
Ночь. 1901
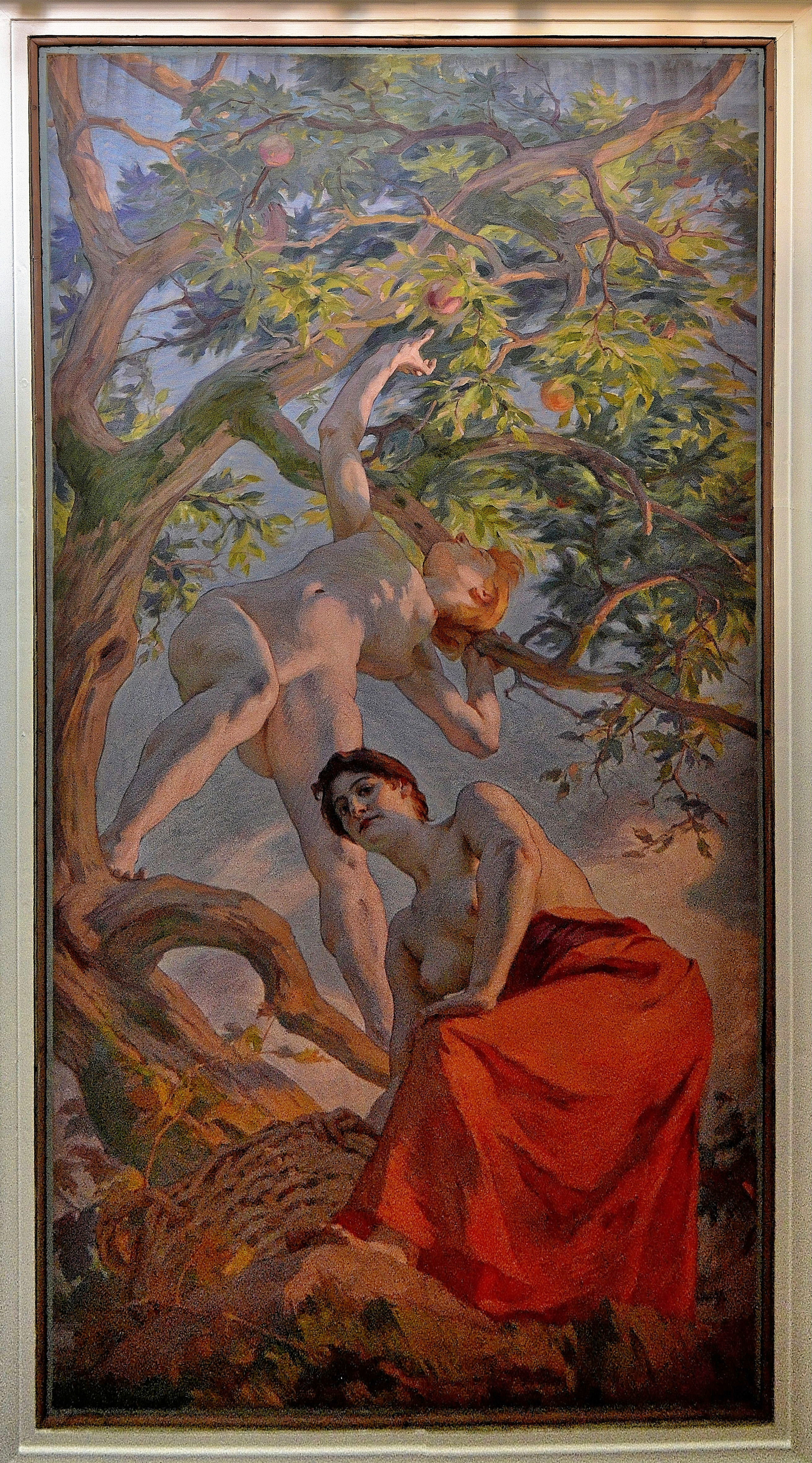
Плафон лестницы Музея Школы Нанси
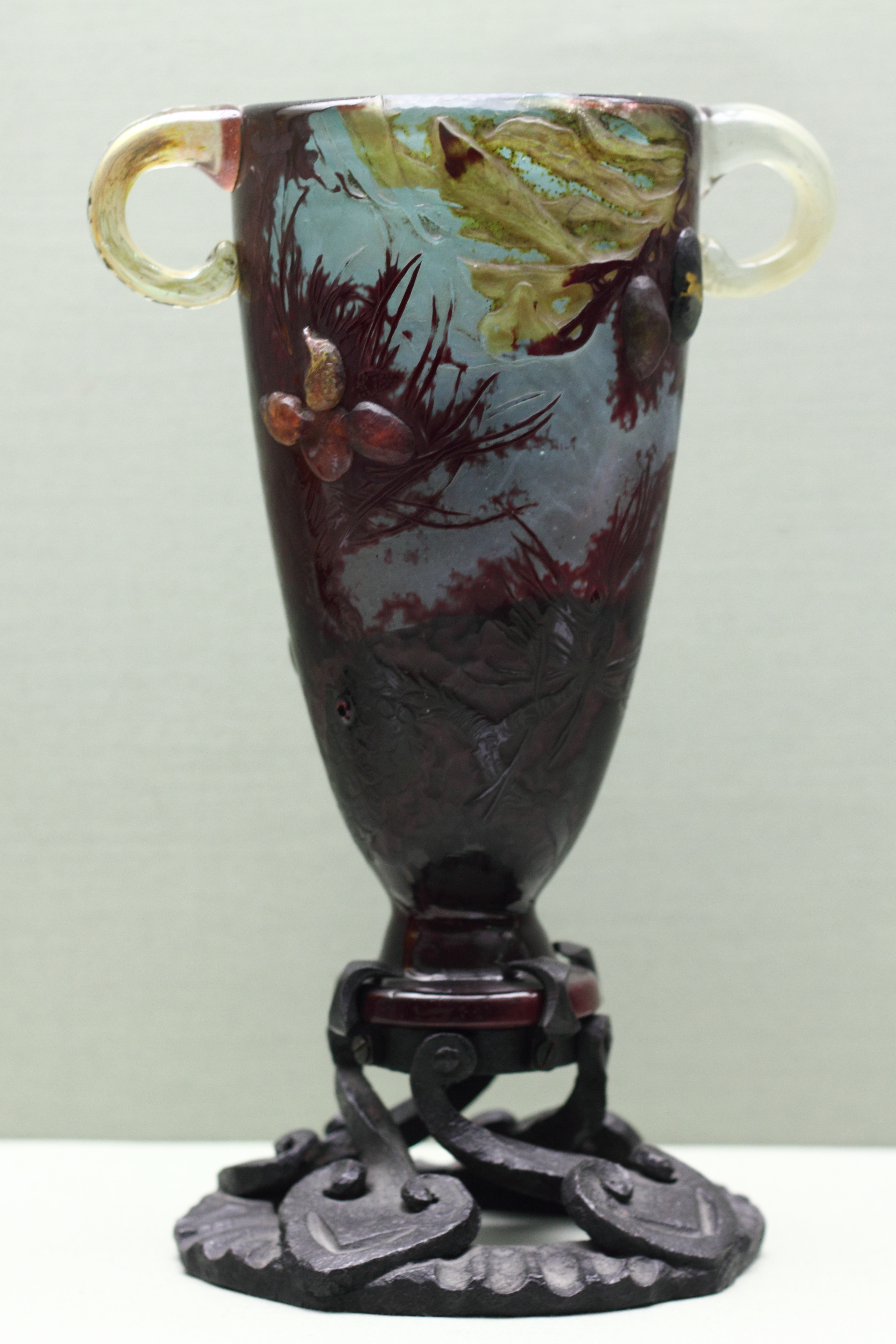
Ваза. 1896. Изготовлена Э. Галле
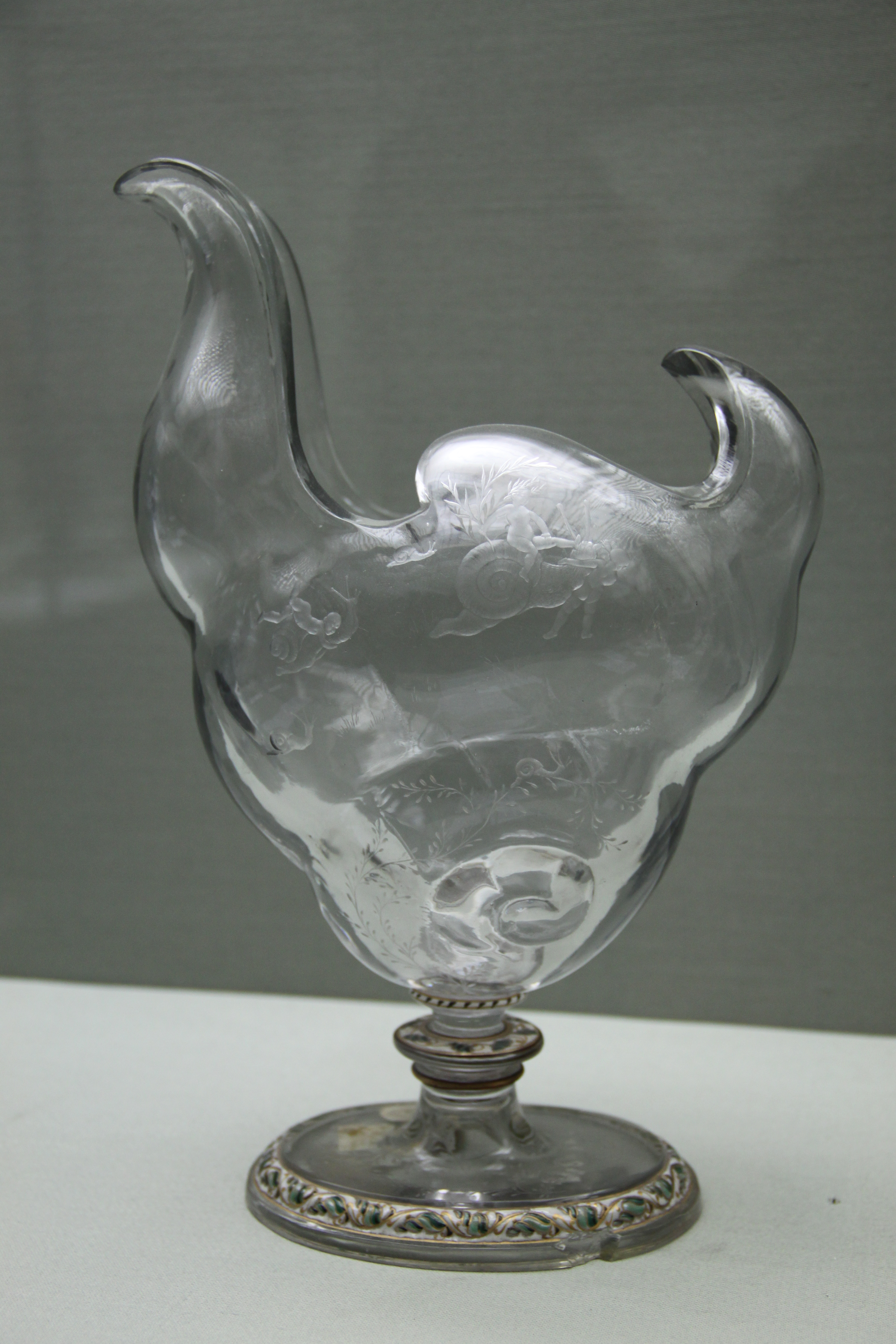
Ваза «Улитка». 1884
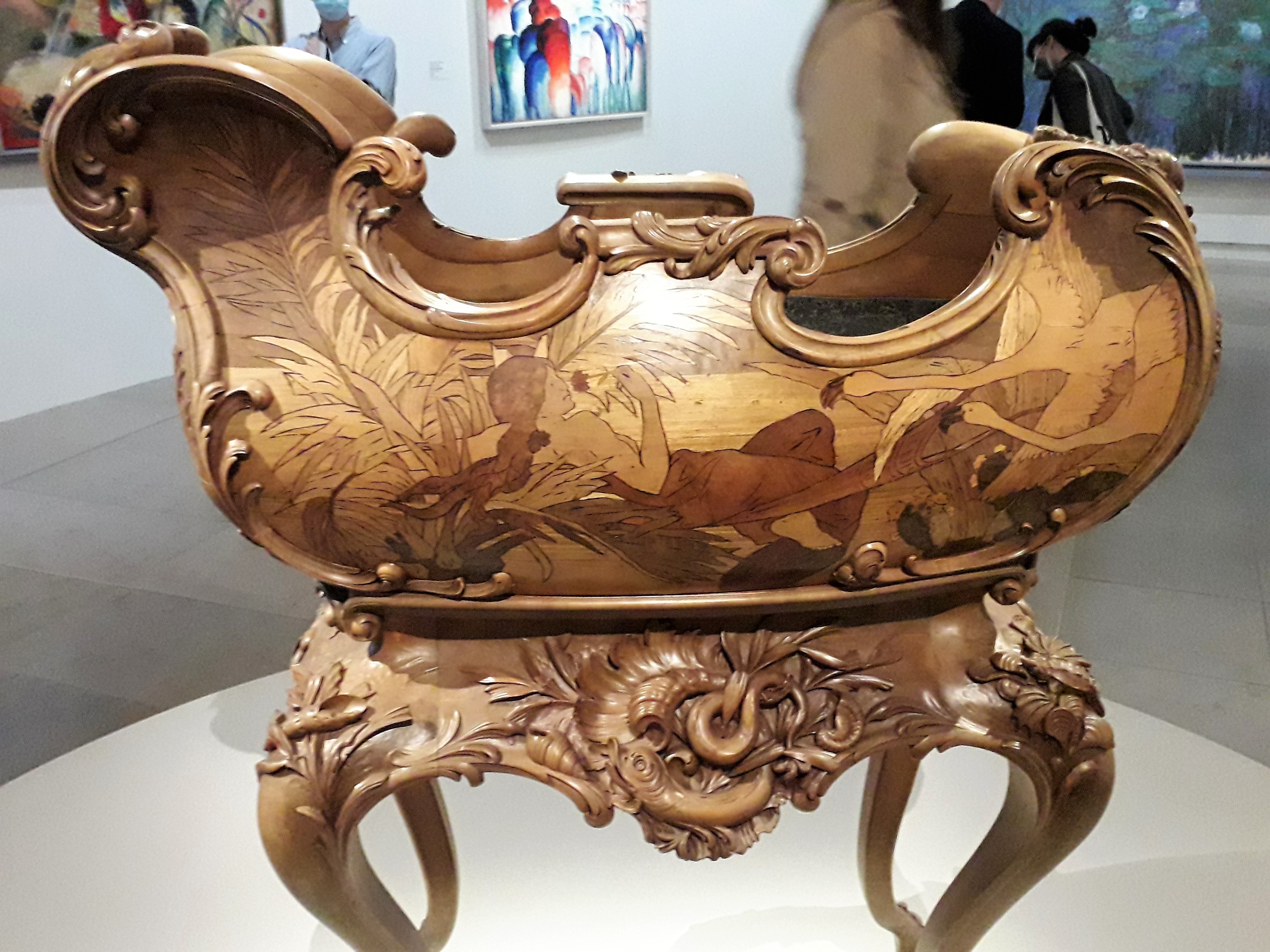
Э. Галле, В. Пруве. Жардиньерка «Морская флора». 1889
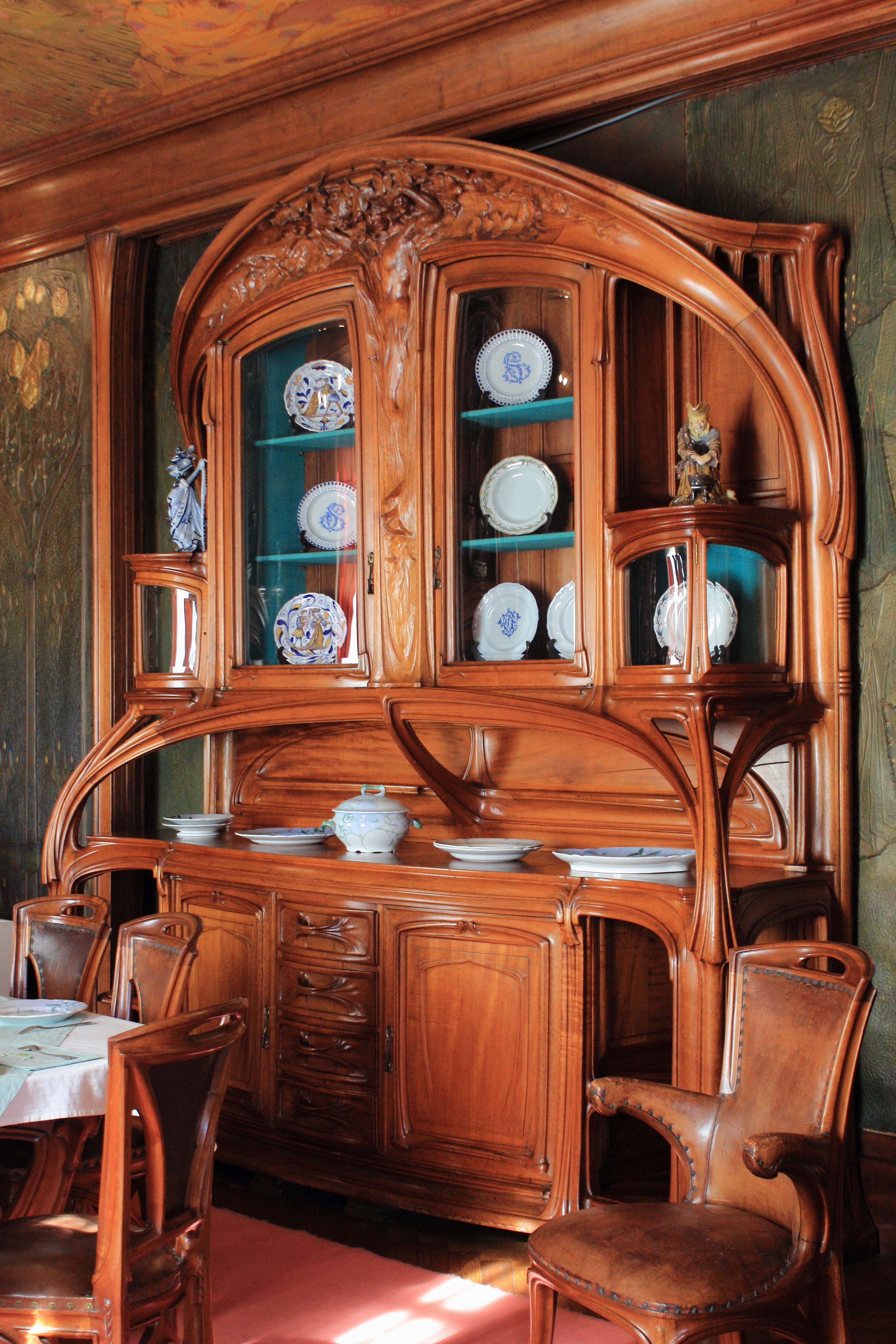
Буфет Столовой Ш. Массона. 1903—1906.
Пивоварня Везлиз и Моро. Плакат